# Parantica crowleyi
Parantica crowleyi је врста лептира из породице шаренаца (лат. Nymphalidae).

## Распрострањење
Врста је присутна у Брунеју, Индонезији и Малезији.

## Станиште
Врста Parantica crowleyi има станиште на копну.

## Угроженост
Ова врста није угрожена, и наведена је као последња брига јер има широко распрострањење.